# Дрибъл
В спорта, дрибълът представлява придвижване с топка и особено маневриране около защитник чрез ритмично ѝ тупкане, подритване или друг вид удряне, спазвайки позволените начини за манипулиране на топката в съответния спорт. Някои от по-популярните спортове използващи дрибъл са:
- футбол: дриблира се с крака; топката се подритва по посоката на придвижване
- баскетбол, хандбал: при дриблиране топката периодично се тупка в земята с ръце
- водна топка: чрез загребвания от двете ѝ страни, топката се задържа пред тялото на плуващия играч, а чрез побутване с лицето се придвижва напред

Някои спортове не позволяват придвижване с топка, обикновено допускайки само ограничен брой крачки при владеенето ѝ. Такива са например:
- корфбол: при получаване на топката играчът трябва да спре или да направи максимум две крачки преди да подаде

В баскетбола понятието двоен дрибъл е вид нарушение на правилата. Отсъжда се при положение, че даден играч е използвал дрибъл (тупкане), спрял е (хванал е топката с две ръце) и отново е тръгнал с дрибъл. В баскетбола имаш право да използваш дрибъл независимо колко тупкания включва веднъж, след което трябва да последва пас/подаване към друг играч или стрелба към коша.